# Córki dancingu
Córki dancingu é um filme de terror musical polonês de 2015 dirigido por Agnieszka Smoczyńska e escrito por Robert Bolesto.
Indicado a competição dramática do Festival de Cinema de Sundance, é protagonizado por Marta Mazurek e Michalina Olszańska.

## Elenco
- Marta Mazurek
- Michalina Olszańska
- Kinga Preis
- Jakub Gierszał
- Andrzej Konopka
- Zygmunt Malanowicz
- Magdalena Cielecka
- Katarzyna Herman
- Marcin Kowalczyk
- Kaya Kołodziejczyk